# Річард Бренсон
Річард Чарльз Ніколас Бренсон (англ. Richard Charles Nicholas Branson, нар. 18 липня 1950, Лондон, Англія) — англійський підприємець, засновник корпорації Virgin Group, до складу якої входить одна з найбільш відомих в останні роки Virgin Galactic, що розробляє літак для космічного туризму VSS Unity класу SpaceShipTwo.
Нині кількість компаній, які входять до Virgin Group, становить близько 360. 2012 року оборот корпорації склав $24 млрд.
Згідно з оцінками журналу Forbes, розмір статків Бренсона оцінюється у 5 млрд доларів.
У жовтні 2007 року його внесли до британського рейтингу «100 геніїв сучасності», складеного консалтинговою компанією Creators Synectics. На формування рейтингу впливали роль у зміні системи поглядів, суспільне визнання, сила інтелекту, досягнення та культурна значимість кожного з кандидатів.
11 липня 2021 року Річард Бренсон здійснив туристичний політ у космос. Мільярдер на кораблі VSS Unity піднявся на висоту 80 км над Землею. Засновник Virgin Group разом з трьома іншими співробітниками Virgin Galactic, перебував на ракетоплані, який підняли у небо за допомогою спеціального літака. Екіпаж корабля Unity перебував у стані невагомості близько шести хвилин. Разом з засновником корпорації вирушили інші співробітники Virgin Galactic.
У грудні 2021 року Бренсон отримав від Федерального управління цивільної авіації США (FFA) офіційний статус комерційного астронавта та відзнаку – "крила астронавта".

## Особисте життя
Старший із чотирьох дітей. Крім нього, у сім'ї дві сестри: Лінді (англ. Lindi) і Ванесса (англ. Vanessa). Його брат Тед пішов шляхом свого батька і став адвокатом. Мати Бренсона працювала в театрі, інструктором пілотів планерів та стюардесою.
Бренсон був одружений двічі. Джоан Темплман (англ. Joan Templeman) — його теперішня жінка, з якою у них двоє дітей — Голлі (англ. Holly, нар. 1981), працює лікарем, та Сем Бренсон (англ. Sam Branson, нар. 1985). Пара одружилась зі згоди восьмирічної Голлі на острові Некер у 1989 році.
Клер Сара (англ. Clare Sarah, нар. 1979, пом. 1979, через 4 дні).
Бренсон володіє островом Некер (англ. Necker Island) площею 300 тис. м² (74 акра) в складі Британських Віргінських Островів. Він також володіє нерухомістю на Карибському острові держави Антигуа і Барбуда.
1998 року Бренсон видав автобіографічну книгу «Втрачаючи невинність: Автобіографія» (англ. Losing My Virginity: The Autobiography), що стала міжнародним бестселером. У вересні 2008 року він видав книгу «Оголений бізнес» (англ. Business Stripped Bare), котра відкриває закулісні таємниці деяких із його найризикованіших і найсміливіших бізнес-рішень. Обидві книги опубліковані Virgin Books.
Бренсона дуже схвилювала загибель у вересні 2007 року друга-мандрівника Стіва Фоссетта і в жовтні 2007 року він написав статтю для журналу Time під заголовком «Мій друг Стів Фоссетт», котра закінчується проханням молитися за нього.

## Бренсон та Україна
27 січня 2014 під час Євромайдану Річард Бренсон закликав українську владу скасувати закони про диктатуру від 16 січня, а також висловив обурення з приводу того, що в Україні гинуть учасники протестних акцій. Після російської анексії Криму підприємець звернувся до світової громадськості й бізнесу із закликом, щоб США і Євросоюз поставилися до ситуації в Криму як до вкрай невідкладної проблеми. Основним кроком Західного світу, на думку Бренсона, має стати поступова відмова від енергозалежності від Росії.
На початку вересня 2014 року Річард Бренсон відвідав Україну, провівши пресконференцію, у якій повідомив, що бореться разом з іншими бізнесменами проти Путіна і закликає його спинитися заради миру та процвітання у всьому світі. Він планував зустрітися особисто з Путіним. Також він зауважив, «що не бачить жодної нації у світі, яка була б настільки згуртованою при нападі ворога».
30 квітня 2015 року Бренсон був головним спікером на Forum One Ukraine, одному з найбільших бізнес-форумів Центральної та Східної Європи. Форум пройшов у Національному палаці мистецтв «Україна».
27 січня 2022 року Річард Бренсон підтримав Україну та закликав лідерів світового бізнесу відстояти її суверенітет. Свої погляди щодо агресивності Росії та важливості підтримки України світовою спільнотою він виклав у статті «Мої думки про Україну і Росію», опублікованій 27 січня 2022 року на сайті www.virgin.com.
20 лютого 2022 року, під час підготовки РФ до повномасштабного військового вторгнення на територію України, Річард Бренсон знову закликав світ допомогти Україні на тлі загрози російського вторгнення, згадавши Будапештський меморандум 1994 року.

Він також зазначив:
"Анексія Криму Росією в 2014 році стала першим серйозним порушенням Будапештського меморандуму...", "Світ має підтримати Україну. Ми не повинні залишати країну, яка добровільно відмовилася від ядерної зброї в обмін на мир і зараз знаходиться на межі вторгнення тієї самої країни, яка переконала її зробити це"

29 червня 2022 року особисто відвідав Гостомель та місцевий аеропорт, що серйозно постраждали під час російської окупації та інтенсивних боїв у лютому-травні того ж року. Серед іншого, обговорив можливість відновлення підприємства "Антонов" та перспективи співпраці у спільних розробках.
10 квітня 2023 року Річард Бренсон став амбасадором платформи United24.
18 липня 2023 року Річард Бренсон закликав Великобританію зняти санкції з російського бізнесмена Олега Тінькова.
28 липня  підтримав фехтувальницю  Ольгу Харлан, яка не хотіла тиснути руку россиянке Анне Смирновой.  "Ніхто не може примушувати тиснути руку агресору", - написав він Twitter.

## Книжки
- Branson, Richard (1998). Losing My Virginity: How I've Survived, Had Fun, and Made a Fortune Doing Business My Way. Virgin Books. ISBN 978-0-81296-714-2.
- Branson, Richard (2006). Screw It, Let's Do It. Virgin Books. ISBN 978-0-7535-1149-7. (український переклад 2009 (аудіокнига))
- Branson, Richard (2008). Business Stripped Bare. Virgin Books. ISBN 978-0-7535-1503-7.
- Branson, Richard (2010). Reach for the Skies: Ballooning, Birdmen and Blasting Into Space. Virgin Books. ISBN 978-1-905264-91-9.
- Branson, Richard (2011). Screw Business as Usual. Portfolio/Penguin. ISBN 978-1-59184-434-1.
- Branson, Richard (2013). Like a Virgin: Secrets They Won't Teach You at Business School. Virgin Books. ISBN 978-0-75351-992-9.
- Branson, Richard (2014). The Virgin Way: How to Listen, Learn, Laugh and Lead. Virgin Books. ISBN 978-1-90526-490-2. (український переклад 2015 (палітурка))

## Переклади українською
- (аудіокнига) Річард Бренсон. До біса все! Бери й роби!. Видавець: BUSINESS life та журнал &СТРАТЕГИИ, 2009. Тривалість: 07:11:21
- Річард Бренсон. Шлях Virgin. Переклад з англійської: Київ: KM Books 2015. 352 стор. ISBN 978-966-923-000-3
- Річард Бренсон. Під три чорти турботи! Переклад з англійської: Київ: KM Books, 2017. ? стор. ISBN 978-966-923-108-6